# پالنا
پالنا (به ایتالیایی: Palena) یک کومونه در ایتالیا است که در استان کییتی واقع شده‌است.

## خصوصیات
پالنا ۹۱ کیلومترمربع مساحت و ۱٬۵۰۴ نفر جمعیت دارد و ۷۶۷ متر بالاتر از سطح دریا واقع شده‌است.